# Kochi黒潮カントリークラブ
Kochi黒潮カントリークラブ（こうちくろしおカントリークラブ）は、高知県安芸郡芸西村にあるメンバーシップ制のゴルフ場。

## 概要
全36ホール。広大なフェアウェイを有するが、戦略性は高いコース。JGA公認のコースレートは（バックティーで）黒潮コースが74.9、暖流・太平洋コースが74.5とかなり難しい。ゴルフ場のすぐ近くに太平洋があり、太平洋コースでは太平洋が一望出来るホールも多い。黒潮コースはOUTとINの間はクラブハウスを挟まず、18ホールでクラブハウスに戻るようになっている。
日本ゴルフツアーの大会にも利用され、2004年には日本プロゴルフ選手権大会が開催、2005年からはカシオワールドオープンゴルフトーナメントが毎年開催されている。なお、カシオワールドオープンの際には黒潮コースの1番 - 5番、15番 - 18番と太平洋コースが使用される。
メンバーシップ制のゴルフ場だが、会員の紹介は必要なく、ビジターだけでもラウンドできる。
ジュニアの育成に積極的であり、ジュニア料金を設定している他、「黒潮ジュニア選手権」（第11回大会までは「Kochi黒潮ジュニアカップ」）と称したジュニアの大会を開催している。
黒潮ジュニア選手権では、現在女子プロゴルファーの佐伯三貴（第1回大会）やマスターズに出場し、ローアマを獲得した松山英樹（第7回、第8回、第9回、第10回大会）などが優勝している。

## トーナメント開催情報
- 日本プロゴルフ選手権大会（2004年に開催）
- カシオワールドオープンゴルフトーナメント（2005年 - ）

## アクセス
- 車の場合

高知自動車道 南国ICまたは高知IC
- 鉄道の場合

土讃線（JR四国）・土佐くろしお鉄道ごめん・なはり線「後免駅」よりタクシーで約30分